# 臺灣總督府交通局鐵道部
臺灣總督府交通局鐵道部（簡稱鐵道部）是臺灣日治時期的官營鐵路專責機構，隸屬於臺灣總督府轄下，為現今臺灣鐵路公司的最早前身。其辦公廳舍位於臺北府城北門旁，目前列為國定古蹟保護，並做為國立臺灣博物館鐵道部園區使用。

## 沿革

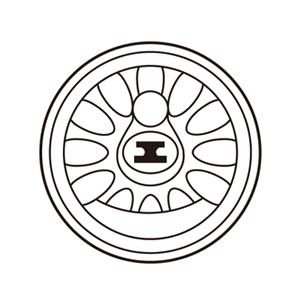
大正時期職務徽章
為火車車輪與鐵軌斷面；用於服飾帽章車輪外圍加上櫻葉、櫻蕾合抱桐紋

### 明治大正年間（1895-1920）
明治二十八年至三十年（1895-1897年），鐵路的相關事務是由臺灣鐵道線區司令部管理，是興築台灣軍用鐵道的時期。主要由日本陸軍省與遞信省中具備經驗的技師支援本期工程，其中關鍵的來台日籍技師小山保政等人皆來自遞信省。臺灣鐵道線區司令部後來於1897年將鐵道營運轉移給臺灣總督府民政部，由底下的「鐵道掛」掌管鐵道營業運輸事務。而後為了興築縱貫鐵路，明治卅二年（1899年）4月1日成立「臨時臺灣鐵道敷設部」，爾後的日籍技師則多採用剛從專科畢業就來台工作之新人負責鐵路鋪設相關事務:。為了節省經費、統一事權等因素，乃在同年（1899年）11月8日廢除鐵道掛與臨時臺灣鐵道敷設部，成立臺灣總督府鐵道部，負責管理鐵路的建設、保存、運輸及私設鐵路。成立之初，鐵道部內設有5個課，並有2個出張所。後因總督府整頓行政與財政，鐵道部在大正二年（1913年）進行組織調整並廢除打狗出張所，減少152名職員。在缺乏技術人才養成機構的情況下，鐵道部開始遴選人員前往日本鐵道院職員中央教習所進修以填補業務上短缺之需求，但由於鐵路營運業務仍日漸增加，鐵道部於大正六年（1917年）再次進行人員調整。

### 大正昭和年間（1920-1941）
1920年代因為經濟走向不景氣，總督府再次緊縮開銷，加上大正十二年（1923年）九月，日本內地發生關東大地震，造成土木人才大量短缺。而為了統一交通行政，遂在大正十三年（1924年）12月25日成立交通局，將鐵道部改隸於總督府交通局之下。在此過程中，鐵道部從6課20係改成4課13係。然而由於人員不足以因應龐大的鐵路業務，且需要進行鐵路改良工程，於是昭和二年（1927年）再次調整組織，新設改良、運輸、工作3課、廢除汽車課，並大量晉升有多年經驗的技手成為技師以填補職位短缺。這次變動使得鐵道部判任官以上人員增加109人、下層雇員增加307人、傭員增加505人。昭和四年（1929年）5月再次擴大規模，將庶務課分出經理課。由於經濟不景氣與汽車運輸業的競爭，鐵道部收入減少面臨營運困難，於是節約人事費用來因應。昭和六年（1931年）進行裁員，該年鐵道部職員人數減少了546名。而為了因應公路運輸的競爭，鐵道部在昭和八年（1933年）增設自動車課、恢復監督課，至此鐵道部內共有9課，職員人數大致恢復到裁員前的狀態。

### 昭和年間（1941-1945）
昭和十六年（1941年）後，隨著太平洋戰爭的發展台灣成為南進政策重要的基地之一，鐵道部業務量快速增加，因此將庶務、經理、運轉、工作、建設改良等課進行擴張，並配合南進政策開始訓練更多的技術人員前往戰場支援。太平洋戰爭末期(1942年)滿尾君亮受聘擔任台灣總督府交通局鐵道部長並推動與日本鐵道部的人事交流，從日本鐵道省異動石塚宇吉等日籍官員前往台鐵任職以因應戰時局鐵重建等特殊任務。
1945年，二戰結束，中華民國國民政府接收台灣，根據先前擬定之「台灣接管計畫綱要」等書面文件的安排，鐵道部先改制為臺灣省行政長官公署交通處鐵路管理委員會、後改制為台灣鐵路管理局，加上戰後台灣的交通建設遭到嚴重破壞，因此有許多在台日籍行政人員因專業業務需求被留用於台灣。雖然在改制過程中，受到國民政府東北鐵路概念分工影響，部分組織工作分配與原本的鐵道部不同。總體來說，由於總督府鐵道部幾十年在台發展的成就積累及影響甚大，因此其仍然堪稱台灣鐵路局之前身。

### 附註
1. ↑  交通局接管了過去的鐵道部、遞信局、土木局道路港灣課，局中設置鐵道部、遞信部、總務課、道路港灣課[4]:57。

## 年表
- 1895年（明治28年）6月10日：日本陸軍的臨時臺灣鐵道隊重啟台北至基隆间的运行。
- 1895年（明治28年）7月10日：臨時台湾鐵道隊重啟台北至新竹間的運行。
- 1899年（明治32年）4月1日：台湾總督府設立臨時台湾鐵道敷設部。
- 1899年（明治32年）11月8日：臨時台湾鐵道敷設部改組為台湾總督府鐵道部。
- 1900年（明治33年）11月29日：打狗至台南間開業，是日本統治台灣後開通的第一條新路線。
- 1908年（明治41年）4月20日：縱貫線全通。
- 1908年（明治41年）10月20日：臺灣鐵道飯店於台北站前開業。
- 1924年（大正13年）12月25日：台湾總督府鐵道部改組為台灣總督府交通局鉄道部。
- 1926年（大正15年）3月：台東線全通。
- 1933年（昭和8年）7月：巴士事業開始。
- 1940年（昭和15年）10月：急行列車開始運行。
- 1945年（昭和20年/民国34年）10月：日本統治结束。台湾總督府鐵道部被國民政府接管，并改制为臺灣省行政長官公署交通处铁路管理委员会。
- 1948年（民国37年）3月：铁路管理委员会改组为台灣鐵路管理局。

## 組織
鐵道部的人員受限於預算等因素，長期處在不足的狀態，上層幹部多有兼任的情形（如工務課長兼任改良課長等等），而基層人員也因為增員速度趕不上業務增長速度，有難以消化現場事務的狀況:60。鐵道部的從業人員之工作時間平均高達12.5小時。
1899年，「總督府鐵道部」時：
- 本部：庶務課（總務課）、工務課、汽車課、運輸課、經理課
- 2個出張所：打狗出張所

1913年，組織調整：
- 本部：庶務課（總務課）、工務課、監督課、營業課、計理課、工作課
- 運輸事務所、保線事務所、出納事務所

1939年（昭和14年）時點
- 鐵道部本部：庶務課、經理課、運輸課、運轉課、工務課、工作課、建設改良課、自動車課、監督課
- 花蓮港鐵道出張所
- 台北鐵道工場
- 高雄鐵道工場：鐵道從業員養成所

## 歷任部長

### 鐵道部長
| 任次 | 肖像 | 姓名 (生–卒)           | 在任時間       | 在任時間       | 備註                   |
| ---- | ---- | ---------------------- | -------------- | -------------- | ---------------------- |
| 1    |      | 後藤新平 (1857–1929)   | 1899年11月8日  | 1906年11月13日 | 以民政部民政長官兼任。 |
| 2    |      | 長谷川謹介 (1855–1921) | 1906年11月13日 | 1908年12月5日  |                        |
| 3    |      | 大島久滿次 (1865–1918) | 1908年12月5日  | 1910年7月27日  | 以民政部民政長官兼任。 |
| 代理 |      | 宮尾舜治 (1868–1937)   | 1910年7月27日  | 1910年8月28日  | 以民政部民政長官兼任。 |
| 4    |      | 内田嘉吉 (1866–1933)   | 1910年8月28日  | 1915年10月20日 | 以民政部民政長官兼任。 |
| 5    |      | 下村宏 (1875–1957)     | 1915年10月20日 | 1919年3月10日  | 以民政部民政長官兼任。 |
| 6    |      | 新元鹿之助 (1870–1949) | 1919年3月10日  | 1924年12月25日 |                        |

### 交通局鐵道部長
| 任次 | 肖像 | 姓名 (生–卒)           | 在任時間       | 在任時間       | 備註                          |
| ---- | ---- | ---------------------- | -------------- | -------------- | ----------------------------- |
| 1    |      | 白勢黎吉 (1883–？)     | 1924年12月25日 | 1932年3月15日  | 1929年9月13日起兼任交通局長。 |
| 2    |      | 堀田鼎 (1883–1942)     | 1932年3月15日  | 1936年10月16日 | 以交通局長兼任。              |
| 3    |      | 泊武治 (1889–1953)     | 1936年10月16日 | 1940年3月2日   | 以交通局長兼任。              |
| 4    |      | 渡部慶之進 (1897–1976) | 1940年3月2日   | 1940年7月8日   |                               |
| 5    |      | 石川定俊 (1895–？)     | 1940年7月8日   | 1942年7月3日   |                               |
| 6    |      | 滿尾君亮 (1901–1994)   | 1942年7月3日   | 1944年8月16日  |                               |
| 7    |      | 武部英治 (1902–1973)   | 1944年8月16日  | 1945年10月25日 |                               |

#### 附註
1. ↑  原內務局土木課長。
2. ↑  改任陸軍司政長官（日语：司政官）。
3. ↑  改任廣島鐵道管理局長。
4. ↑  原運輸通信省大臣官房防衛氣象課長。

## 掌管路線

### 鐵道
- 縱貫線(包含了前劉銘傳鐵路、海線等)
  - 基隆臨港線
  - 高雄臨港線
  - 三張犁支線
  - 松山飛機場線
  - 新竹飛機場線
- 宜蘭線
- 淡水線
  - 新北投線
- 臺中線(包含了舊山線)
- 集集線
- 屏東線(包含了屏東線舊線)
  - 屏東飛機場線
- 東港線
- 平溪線
- 臺東線(東拓前)

#### 未建成线路
- 竹東線（战后建成）
- 東勢線（战后建成）
- 新高築港專用鐵道

### 自動車
- 北部線：基北線、北新線、北淡線
- 中部線：豐中線、中員線、員二線、苑王線
- 南部線：嘉南線、南高線、高屏線
- 南廻線：屏枋線、南廻本線、恒春線、四重溪線、滿洲線、鵞鑾鼻線

## 外部連結
- 國立臺灣博物館鐵道部園區 （页面存档备份，存于）
- . 臺北工場古蹟挪回工程.   [2017-10-28]. （原始内容存档于2017-10-28） （中文（繁體））.
- 臺灣總督府鐵道部(臺北工場)——文化部文化資產局 （页面存档备份，存于）
- 鐵道部部長宿舍——文化部文化資產局 （页面存档备份，存于）
- 台灣總督府交通局鐵道部(廳舍、八角樓男廁、戰時指揮中心、工務室、電源室、食堂)——文化部文化資產局 （页面存档备份，存于）

25°02′55″N 121°30′40″E / 25.04861°N 121.51111°E